# Body of Proof
Body of Proof (El cuerpo del delito a Espanya) és una sèrie de televisió del tipus drama forense i detectivesc creada per Chris Murphey i produïda per ABC Studios. És protagonitzada per Dana Delany i Jeri Ryan.

## Argument
La cursa de la brillant neurocirurgiana Megan Hunt es veu truncada per un accident de trànsit, el qual li deixa poc a poc sense forces a les mans. Ara que ja no pot salvar-los la vida als pacients, decideix utilitzar els seus coneixements mèdics per esdevenir una metge forense i resoldre així importants crims a la ciutat de Filadèlfia. Tot i que és extraordinària en el seu treball, la seva reputació la supera allà on vagi, ja que no hi ha límit que no encreuament per arribar al fons d'un assumpte. El seu cap (Dr. Kate Murphy) sempre li dona suport, mentre no trepitgi massa fort en els llocs equivocats. Encara que reconeix la seva professionalitat, al detectiu Bud Morris no li agraden els seus mètodes, però els respecta. Afortunadament, la doctora Hunt també té algun fan, entre ells el metge forense Peter Dunlop, el seu habitual company durant les seves investigacions.

## Repartiment

### Personatges principals
- Dana Delany com Dra. Megan Hunt: Ex-neurocirurgiana i ara metge forense. Megan Hunt va ser una brillant neurocirurgiana mundialment prestigiosa fins que un accident de cotxe li va canviar la vida impedint seguir treballant al quiròfan: llavors es va adonar que a causa del seu treball estava perdent la seva filla, i l'accident va fer que recapacitase i decidís lluitar per ella. Ara utilitza el seu amplis coneixements mèdics i el seu instint d'investigadora per a resoldre crims que segueixen sumits en el misteri i ajudar a portar al culpable davant la justícia.
- Nicholas Bishop com Peter Dunlop: expolicia i ara investigador mèdic-legal. Després que una bala li travessés l'espatlla durant un robatori en una botiga, Peter va deixar de treballar als carrers i va ingressar en un centre de rehabilitació. Com col·lega i confident de la Dra. Megan Hunt, Peter investiga els crims més misteriosos de Filadèlfia al costat d'un dels examinadors mèdics més brillants de país. Aquest personatge mor després d'intentar salvar la vida a Megan Hunt en la segona temporada de la sèrie.
- Jeri Ryan com Dr. Kate Murphy: Cap Mèdic Forense i superior de Megan. Primera dona Cap metge forense en la història de Filadèlfia.
- John Carroll Lynch com a detectiu d'homicidis Bud Morris. Un cap dur, veterà de la Divisió d'Homicidis de Filadèlfia, lluita per la justícia als carrers de Filadèlfia mentre lliura una batalla personal a casa: arreglar la seva relació amb la seva dona, la qual en la segona temporada es queda embarassada. És habitual que s'enfronti amb la Dra. Hunt causa dels seus diferents punts de vista sobre l'escena de crim i els casos en què treballen, però en el fons ell sap que la doctora sempre porta la raó.
- Sonja Sohn com a detectiu d'homicidis Samantha Baker. Companya de Bud Morris, plena d'energia i molt intel·ligent. A diferència de Morris, ella és més amistosa amb Megan i respecta la seva forma inusual de treballar.
- Geoffrey Arend com Dr. Ethan Gross: Membre de Patologia Forense. Ethan és el company més jove i més entusiasta que treballa a l'Oficina delmetge forense i al voltant de la Dra. Megan Hunt.
- Windell D. Middlebrooks † com Dr. Curtis BRUMFIELD: Cap Adjunt metge forense. Curtis és un metge forense intel·ligent i capaç la fanfarroneria oculta el seu amor pel seu treball. Sol molestar amb Megan per la seva arrogància cap a ell, tot i saber que és el seu superior.
- Mark Valley Tommy Sullivan, detectiu. Després que Megan Hunt li salvarà la vida una vegada al quiròfan quan ella encara era neurocirurgiana, van tenir relacions per un curt període, van trencar pel treball de Tommy, aquest va accedir a treballar com a detectiu d'homicidis delcos de Philadelphia, d'una banda ho va acceptar per estar a prop de Megan Hunt, i, de l'altra va ser perquè va cometre un delicte a New York.
- Elyès Gabel Adam Schaeffer, detectiu. Company faldiller de Tommy, Tommy té gran confiança en aquest personatge, en el capítol 30 va admetre: Deixaria la meva vida a les seves mans si cal.

### Personatges recurrents
- Jeffrey Nordling com Todd Fleming; Exmarit de Megan.
- Mary Matilyn Mouser com Lacey Fleming; Filla de Megan.
- Joanna Cassidy com la Jutgessa Joan Hunt; Mare de Megan.
- Cliff Curtis com l'agent de l'FBI Derek Ames.

## Renovació
Després d'haver començat com una nova sèrie de mitja temporada al 2011, al maig delmateix any la productora ABC Studios va anunciar la renovació per a una segona temporada per al període 2011/2012. L'11 de maig de 2012 la sèrie va ser renovada per a una tercera temporada de 13 episodis. L'ABC va cancel·lar la sèrie després de tres temporades.